# Bob Balaban

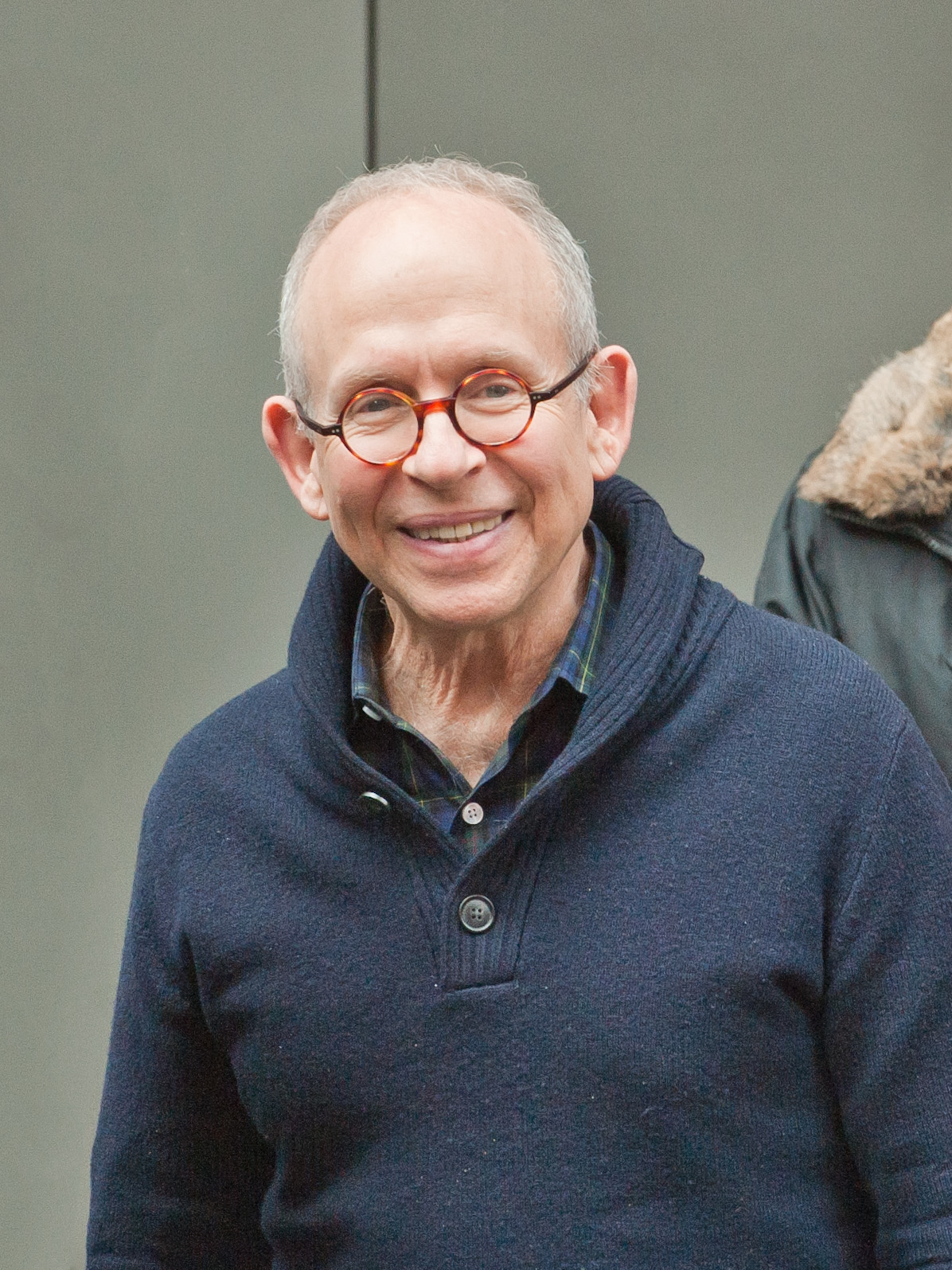
Bob Balaban (2014)

Robert Elmer „Bob“ Balaban (* 16. August 1945 in Chicago, Illinois) ist ein US-amerikanischer Schauspieler, Filmregisseur und Filmproduzent.

## Leben
Sein Vater, Elmer Balaban (1909–2001), war Gründer des berühmten Chicagoer Theaterensembles Balaban and Katz. Elmers Brüder waren in unterschiedlichen Positionen im Film- und Theatergeschäft tätig. Bob Balaban absolvierte die Colgate University in Hamilton. Er debütierte im Jahr 1967 und spielte zuerst in einigen Theaterrollen, für The Inspector General wurde er 1979 für den Tony Award nominiert.
Balaban spielte im Film Unheimliche Begegnung der dritten Art (1977) neben Richard Dreyfuss und François Truffaut, im Film Der Höllentrip (1980) neben William Hurt, im Film The Mexican (2001) neben Julia Roberts und Brad Pitt. Er wurde von Regisseur Wes Anderson in mehreren Filmen eingesetzt, beispielsweise im Film Moonrise Kingdom in der Rolle des Erzählers. Balaban war ebenfalls in einigen Gastrollen in den Fernsehserien Miami Vice, Seinfeld, Legend und Friends zu sehen.
Als Produzent war er unter anderem beim Dreh des Films Gosford Park, in dem er auch als Schauspieler mitwirkte, tätig. Als Regisseur arbeitete er unter anderem an einigen Folgen der Fernsehserien wie Legend und Twilight Zone sowie am Film Pfui Teufel – Daddy ist ein Kannibale (Parents, 1989) mit Randy Quaid.
Balaban ist seit 1977 mit Lynn Grossman verheiratet und hat zwei Töchter (* 1977 und * 1987). Er lebt im New Yorker Stadtteil Manhattan.
Bob Balaban ist der Cousin des Regisseurs und Filmproduzenten Burt Balaban.

## Filmografie (Auswahl)
- 1969: Asphalt-Cowboy (Midnight Cowboy)
- 1969: Blutige Erdbeeren (Strawberry Statement)
- 1970: Catch-22 – Der böse Trick (Catch-22)
- 1974: Klauen wir gleich die ganze Bank (The Bank Shot)
- 1975: Der einsame Job (Report to the Commissioner)
- 1977: Unheimliche Begegnung der dritten Art (Close Encounters of the Third Kind)
- 1980: Der Höllentrip (Altered States)
- 1981: Prince of the City
- 1981: Ist das nicht mein Leben? (Whose Life Is It Anyway?)
- 1981: Die Sensationsreporterin (Absence of Malice)
- 1984: 2010: Das Jahr, in dem wir Kontakt aufnehmen (2010: The Year We Make Contact)
- 1985–1986: Miami Vice (Fernsehserie, zwei Folgen)
- 1987: Unglaubliche Geschichten (Fernsehserie, Folge 2x18)
- 1987: Mit Volldampf nach Chicago (End of the Line)
- 1989: Dead Bang – Kurzer Prozess (Dead Bang)
- 1990: Alice
- 1991: Das Wunderkind Tate (Little Man Tate)
- 1992: Bob Roberts
- 1992–1993: Seinfeld (Fernsehserie, fünf Folgen)
- 1993: Ein Concierge zum Verlieben (For Love or Money)
- 1993: Mein Freund, der Zombie (My Boyfriend’s Back)
- 1994: Greedy
- 1996: Gespräch mit dem Biest (Conversation with the Beast)
- 1997: Harry außer sich (Deconstructing Harry)
- 1998: Anna und der Geist (Giving Up the Ghost)
- 1999: Das schwankende Schiff (Cradle Will Rock)
- 1999: Natural Selection
- 1999: Jakob der Lügner (Jakob the Liar)
- 1999: Ein Date zu dritt (Three to Tango)
- 2001: The Mexican
- 2001: Ghost World
- 2001: Gosford Park
- 2001: The Majestic
- 2003: A Mighty Wind
- 2001: Plan B
- 2004: Marie and Bruce
- 2005: Capote
- 2006: Das Mädchen aus dem Wasser (Lady in the Water)
- 2007: Dedication
- 2007: Rezept zum Verlieben (No Reservations)
- 2007: Bernard and Doris – Regisseur und Produzent
- 2008: Recount
- 2009: Rage
- 2010: Howl – Das Geheul (Howl)
- 2012: Moonrise Kingdom
- 2012: There Is No Place Like Home – Nichts wie weg aus Ocean City (Girl Most Likely)
- 2013–2014: Girls (Fernsehserie, zwei Folgen)
- 2014: Monuments Men – Ungewöhnliche Helden (The Monuments Men)
- 2014: Grand Budapest Hotel (The Grand Budapest Hotel)
- 2015: Show Me a Hero (Miniserie, vier Folgen)
- 2016: Pitch (Fernsehserie, Folge 1x01)
- 2018: Isle of Dogs – Ataris Reise (Isle of Dogs, Stimme von King)
- 2019: The Politician (Fernsehserie, acht Folgen)
- 2021: The French Dispatch
- 2021: Die Professorin (The Chair, Fernsehserie, 6 Folgen)
- 2022: Brady’s Ladies
- 2023: Asteroid City